# Caterina di Valois
Caterina di Valois (Parigi, 27 ottobre 1401 – Londra, 3 gennaio 1437) fu regina consorte d'Inghilterra dal 1420 al 1422. Figlia di Carlo VI di Francia e sorella minore di Isabella di Valois, che era stata la seconda moglie di Riccardo II d'Inghilterra, sposò Enrico V d'Inghilterra e gli diede un figlio, il principe Enrico. Rimasta vedova, si sposò segretamente con Owen Tudor, divenendo quindi la nonna di Enrico VII d'Inghilterra, il primo re della Dinastia Tudor ed ella è considerata dunque la Stammmutter di questa dinastia. Attraverso suo nipote, Caterina fu quindi antenata di tutti i re inglesi dopo la fine della Guerra delle Due Rose.

## Il breve matrimonio
Figlia del re Carlo VI e di Isabella di Baviera, nacque a Parigi il 27 ottobre 1401 presso il Palazzo Saint-Pol. Già poco dopo la sua nascita fu deciso di darla in sposa al giovane Enrico, figlio di Enrico IV d'Inghilterra, ma questi morì prima che le trattative fossero giunte a compimento. Enrico V riprese quindi i negoziati, chiedendo a Carlo una dote assai cospicua; in conseguenza della Battaglia di Azincourt egli aveva ottenuto la rivendicazione della Normandia e nel maggio 1420 venne stipulato il Trattato di Troyes. In base all'accordo Enrico ebbe il controllo di Normandia, Aquitania, la mano di Caterina e la promessa che, alla morte di Carlo, egli avrebbe ereditato la corona di Francia. Nell'attesa di avere una risposta Enrico mosse guerra contro la Francia e, dopo la grande vittoria ottenuta con la Battaglia di Azincourt, riprese le trattative matrimoniali. Il 2 giugno 1420 Enrico e Caterina si sposarono nella chiesa di San Giovanni a Troyes; i due tornarono poi in Inghilterra e Caterina venne incoronata regina d'Inghilterra nell'Abbazia di Westminster nel febbraio del 1421. Nel giugno dello stesso anno Enrico tornò in Francia per continuare la sua campagna militare e il 6 dicembre 1421 Caterina partorì il principe Enrico. Ma lui non avrebbe mai conosciuto suo padre, che, durante l'assedio di Meaux, si ammalò e morì il 31 agosto 1422.

## La "moglie" del guardarobiere
A soli ventuno anni Caterina si ritrovò vedova con un figlio in fasce che aveva ereditato il trono d'Inghilterra, e il 21 ottobre anche suo padre Carlo morì, lasciando al giovane Enrico anche la parte settentrionale della Francia che era stata occupata militarmente dagli inglesi. L'età di Caterina la rendeva ancora appetibile per un matrimonio, cosa che preoccupava il Lord protettore Umfredo Plantageneto, duca di Gloucester, fratello di Enrico V; vi furono parecchi pettegolezzi sul fatto che lei pensasse di sposarsi con Edmund Beaufort, II duca di Somerset, che del marito era cugino. Umfredo era fortemente contrario a quelle nozze e fra il 1427 e il 1428 il parlamento emanò una serie di leggi circa i futuri matrimoni di Caterina: venne stabilito che, se si fosse sposata senza il consenso del re, il marito avrebbe perso ogni titolo e proprietà, mentre i figli non avrebbero sofferto ritorsioni, giacché sarebbero stati comunque membri della famiglia reale. Fu aggiunto che l'autorizzazione del re poteva ritenersi valida solo dopo il compimento della sua maggiore età: nel 1428 Enrico aveva solo sei anni.
Caterina venne formalmente assegnata alla dimora di Wallingford Castle, ma di fatto era esiliata dalla corte inglese a causa della sua nazionalità. Nonostante le limitazioni sofferte, riuscì ad avere una relazione con Owen Tudor, un cortigiano di origini gallesi, che sarebbe poi diventato uno dei fondatori della dinastia dei Tudor. Owen era nato intorno al 1400, ed era probabile che avesse servito Enrico V mentre si trovava in Francia al servizio dell'intendente del re Walter Hungerford, I barone Hungerford nel 1421. Tornato in patria, Owen fu nominato guardarobiere della regina e questo dovette favorire la loro relazione. Nel 1428 il Parlamento inglese, venuto a conoscenza della relazione della regina, le impose di troncarla e le vietò di contrarre matrimonio con Owen Tudor. Ciò non impedì loro di continuare a frequentarsi, tanto che Caterina partorì il loro primo figlio attorno al 1429. Non è storicamente accertato se i due si fossero sposati in segreto; in ogni caso lei ebbe da questa relazione sei figli. Di un'eventuale celebrazione del matrimonio non è rimasta traccia e, anche se si fossero sposati, le leggi del 1428 probabilmente avrebbero reso illecita la loro unione.

## La morte
Caterina morì il 3 gennaio 1437 a Londra poco dopo aver partorito un'ultima figlia e venne seppellita nell'Abbazia di Westminster. Poco dopo la morte di Caterina, Owen venne arrestato per accuse non ben specificate, ma venne presto rilasciato. Egli visse fino al 1461 quando venne giustiziato dai seguaci del Casato di York dopo la battaglia di Mortimer's Cross, un episodio della Guerra delle Due Rose.

## I figli
Caterina ebbe da Enrico V:
- Enrico VI d'Inghilterra

Da Owen Tudor invece nacquero:
- Thomas Tudor (6 novembre 1429-1501), che divenne monaco presso l'Abbazia di Westminster
- Edmondo Tudor, che sposò Margaret Beaufort e fu il padre di Enrico VII d'Inghilterra
- Jasper Tudor
- Owen Tudor (1432-1510), anch'egli monaco a Westminster
- Tacinda Tudor (nata nel 1433)
- una figlia che divenne suora
- Margaret o Catherine Tudor (nata nel gennaio 1437) che morì poco dopo la nascita

## Ascendenza
|                                   |                       |                           | Genitori                |  |  | Nonni |  |  | Bisnonni               |  |  | Trisnonni             |  |
|                                   |                       |                           |                         |  |  |       |  |  | Giovanni II di Francia |  |  | Filippo VI di Francia |  |
|                                   |                       |                           |                         |  |  |       |  |  | Giovanni II di Francia |  |  | Filippo VI di Francia |  |
|                                   |                       | Giovanna di Borgogna      |                         |  |  |       |  |  | Giovanni II di Francia |  |  |                       |  |
| Carlo V di Francia                |                       |                           |                         |  |  |       |  |  | Giovanni II di Francia |  |  |                       |  |
|                                   |                       | Bona di Lussemburgo       | Giovanni I di Boemia    |  |  |       |  |  |                        |  |  |                       |  |
|                                   |                       | Bona di Lussemburgo       | Giovanni I di Boemia    |  |  |       |  |  |                        |  |  |                       |  |
|                                   |                       | Bona di Lussemburgo       | Elisabetta di Boemia    |  |  |       |  |  |                        |  |  |                       |  |
| Carlo VI di Francia               |                       | Bona di Lussemburgo       |                         |  |  |       |  |  |                        |  |  |                       |  |
|                                   |                       | Pietro I di Borbone       | Luigi I di Borbone      |  |  |       |  |  |                        |  |  |                       |  |
|                                   |                       | Pietro I di Borbone       | Luigi I di Borbone      |  |  |       |  |  |                        |  |  |                       |  |
|                                   |                       | Pietro I di Borbone       | Maria di Avesnes        |  |  |       |  |  |                        |  |  |                       |  |
| Giovanna di Borbone               |                       | Pietro I di Borbone       |                         |  |  |       |  |  |                        |  |  |                       |  |
|                                   |                       | Isabella di Valois        | Carlo di Valois         |  |  |       |  |  |                        |  |  |                       |  |
|                                   |                       | Isabella di Valois        | Carlo di Valois         |  |  |       |  |  |                        |  |  |                       |  |
|                                   |                       | Isabella di Valois        | Mahaut di Châtillon     |  |  |       |  |  |                        |  |  |                       |  |
| Caterina di Valois                |                       | Isabella di Valois        |                         |  |  |       |  |  |                        |  |  |                       |  |
|                                   | Stefano II di Baviera | Ludovico il Bavaro        |                         |  |  |       |  |  |                        |  |  |                       |  |
|                                   | Stefano II di Baviera | Ludovico il Bavaro        |                         |  |  |       |  |  |                        |  |  |                       |  |
|                                   | Stefano II di Baviera | Beatrice di Slesia-Glogau |                         |  |  |       |  |  |                        |  |  |                       |  |
| Stefano III di Baviera-Ingolstadt | Stefano II di Baviera |                           |                         |  |  |       |  |  |                        |  |  |                       |  |
|                                   |                       | Isabella d'Aragona        | Federico III di Sicilia |  |  |       |  |  |                        |  |  |                       |  |
|                                   |                       | Isabella d'Aragona        | Federico III di Sicilia |  |  |       |  |  |                        |  |  |                       |  |
|                                   |                       | Isabella d'Aragona        | Eleonora d'Angiò        |  |  |       |  |  |                        |  |  |                       |  |
| Isabella di Baviera               |                       | Isabella d'Aragona        |                         |  |  |       |  |  |                        |  |  |                       |  |
|                                   |                       | Bernabò Visconti          | Stefano Visconti        |  |  |       |  |  |                        |  |  |                       |  |
|                                   |                       | Bernabò Visconti          | Stefano Visconti        |  |  |       |  |  |                        |  |  |                       |  |
|                                   |                       | Bernabò Visconti          | Valentina Doria         |  |  |       |  |  |                        |  |  |                       |  |
| Taddea Visconti                   |                       | Bernabò Visconti          |                         |  |  |       |  |  |                        |  |  |                       |  |
|                                   |                       | Regina della Scala        | Mastino II della Scala  |  |  |       |  |  |                        |  |  |                       |  |
|                                   |                       | Regina della Scala        | Mastino II della Scala  |  |  |       |  |  |                        |  |  |                       |  |
|                                   |                       | Regina della Scala        | Taddea da Carrara       |  |  |       |  |  |                        |  |  |                       |  |
|                                   |                       | Regina della Scala        |                         |  |  |       |  |  |                        |  |  |                       |  |